# Neoathyreus tridenticeps
Neoathyreus tridenticeps är en skalbaggsart som beskrevs av Bates 1887. Neoathyreus tridenticeps ingår i släktet Neoathyreus och familjen Bolboceratidae. Inga underarter finns listade i Catalogue of Life.